# 布莱克斯堡 (南卡罗来纳州)
布莱克斯堡（英文：Blacksburg），是美国南卡罗来纳州下属的一座城市。城市类型是“Town”。其面积大约为1.87平方英里（4.85平方公里）。根据2010年美国人口普查，该市有人口1,848人，人口密度约为每平方 英里987.18人（约合每平方公里381.17人）。